# Julieta Gracián Salas
Julieta Gracián Salas   (Barcelona, 26 d'abril de 2001), coneguda simplement com a Julieta, és una cantant catalana. D'ençà del llançament dels seus primers senzills, com ara TUM VALORES i Tu Juru Ju, i el seu primer àlbum, Juji, l'any 2021, va aconseguir consolidar-se com una de les veus revelació del pop i la música urbana en català.

## Formació
Va cursar l'educació secundària obligatòria a l'Escola Súnion i, més tard, va formar-se en el grau d'Enginyeria de Sistemes Audiovisuals a la Universitat Pompeu Fabra.

## Estil
El seu estil inclou inspiracions i referències en la francofonia i una barreja d'electrònica, pop i reggaeton que van rebre molt bona acollida del públic i la premsa musical i cultural al llarg del 2022, amb actuacions al festival Primavera Sound i a les sales Apolo i Razzmatazz barcelonines. El seu ascens i caràcter artístic es varen fer palesos en el seu segon àlbum en solitari, Ni llum ni lluna, llançat durant la segona meitat d'aquell mateix any i que repassa el tema dels amors i desamors.

## Discografia
Julieta ha publicat 4 àlbums i 5 EP, un dels quals íntegrament amb la banda barcelonina VITTARA, a banda de més d'una quinzena de senzills, amb col·laboracions especialment amb el grup vallenc Figa Flawas. Algunes de les seves cançons superen el milió de reproduccions a Spotify.

### Àlbums
| • Juji (2021) |
| --- |
| (Music Bus Records) 1. Ah ah ah, ah (Intro) 2. A150 3. Si ha de ser serà 4. Algun dia 5. Singlot (Interludi) 6. TUM VALORES 7. Cada cop que em mires 8. Sant Joan's Garden (Final) |

| • Ni llum ni lluna (2022) |
| --- |
| (Music Bus Records) 1. Intro 2. Trenca'm el cor 3. En mi mente (castellà) 4. Secret 5. Ni llum ni lluna 6. El mundo sin ti (castellà) 7. A les fosques 8. L'amor és per valents |

| • 5AM (2023) |
| --- |
| (Music Bus Records) 1. Diga’m el que sents 2. 15/09/2023 3. Cari 4. En mi coche (castellà) 5. Sueños (castellà) 6. Avions volant 7. T'enxules 8. En la plaza (castellà) 9. Si tienes frío (castellà) 10. Euga de nit 11. Enamorada de tu 12. Oh la la (castellà) 13. Tú y yo (castellà) 14. Com aquell agost |

| • 23 (2025) |
| --- |
| (Sony Music Entertainment España) 1. Els contes 2. M'oblido d'oblidar-te 3. Taxi (castellà) 4. Loba (castellà) 5. L'amor de la meva vida 6. Tornado 7. Bruna 8. Amics per sempre |

L'àlbum queda dividit en tres discos, que es corresponen amb els EP Cap.I : CARI, Cap.II : EUGA DE NIT i Cap. III : COM AQUELL AGOST publicats anteriorment.

### EPs
| • Algun dia (2022, amb col·laboracions amb Celes i Moed)                                                                                          |
| --- |
| (Music Bus Records) 1. Algun dia - Radio Edit 2. TUM VALORES - Celes Remix 3. Si ha de ser serà - Moed Remix 4. Algun dia - Extended Club Version |

| • dosmilset (2022, col·laboració amb VITTARA)                                                                  |
| --- |
| (Music Bus Records) 1. La dels ocells 2. 1000coses 3. Molts Caps d'Any 4. Júlia (castellà) 5. els llocs on vas |

| • Cap.I : CARI (2023)                                                                      |
| ------------------------------------------------------------------------------------------ |
| (Music Bus Records) 1. Diga’m el que sents 2. 15/09/2023 3. Cari 4. En mi coche (castellà) |

Aquest EP va ser agrupat posteriorment a l'àlbum 5AM (2023) juntament amb Cap.II : EUGA DE NIT i Cap. III : COM AQUELL AGOST. 
| • Cap.II : EUGA DE NIT (2023) |
| --- |
| (Music Bus Records) 1. Sueños (castellà) 2. Avions volant 3. T'enxules 4. En la plaza (castellà) 5. Si tienes frío (castellà) 6. Euga de nit |

Aquest EP va ser agrupat posteriorment a l'àlbum 5AM (2023) juntament amb Cap.I : CARI i Cap. III : COM AQUELL AGOST.
| • Cap.lll : COM AQUELL AGOST (2023)                                                                     |
| --- |
| (Music Bus Records) 1. Enamorada de tu 2. Oh la la (castellà) 3. Tú y yo (castellà) 4. Com aquell agost |

Aquest EP va ser agrupat posteriorment a l'àlbum 5AM (2023) juntament amb Cap.I : CARI i Cap. II : EUGA DE NIT.

### Senzills

##### 2020
- I és normal que sempre t'enyori (2020).

##### 2021
- Nayades (2021, Little Red Corvette Records).
- Tu Juru Ju (2021, Music Bus Records). Inclòs posteriorment a l'àlbum Juji (2021).
- TUM VALORES (2021, Music Bus Records). Inclòs posteriorment a l'àlbum Juji (2021).

###### 2022
- els llocs on vas (2022, Music Bus Records). Col·laboració amb VITTARA. Inclòs posteriorment a l'àlbum dosmilset (2022).
- A les fosques (2022, Music Bus Records). Inclòs posteriorment a l'àlbum Ni llum ni lluna (2022).
- Trenca'm el cor (2022, Music Bus Records). Inclòs posteriorment a l'àlbum Ni llum ni lluna (2022).
- Xuculatina (Remix) (2022, Music Bus Records). Col·laboració amb Figa Flawas i The Tyets.
- BALACLAVA (2022, Totally Imported). Col·laboració amb Missey.
- SECR3T (2022, Music Bus Records) Col·laboració amb Figa Flawas.
- ENS BESEM (2022, Music Bus Records).

##### 2023
- ENS BESEM (Speed Up Version) (2023, Music Bus Records).
- CLUB (2023, Music Bus Records). Col·laboració amb MARIA HEIN.
- Cari (2023, Music Bus Records). Inclòs posteriorment a l'EP Cap.I : CARI (2023) i, després, a l'àlbum 5AM (2023).
- T'enxules (2023, Music Bus Records). Inclòs posteriorment a l'EP Cap.II : EUGA DE NIT (2023) i, després, a l'àlbum 5AM (2023).
- No m'estima + (2023, Tas Loko Records). Col·laboració amb Mushkaa i roots.
- Enamorada de tu (2023, Music Bus Records). Col·laboració amb LOWLIGHT. Inclòs posteriorment a l'EP Cap.IIl : COM AQUELL AGOST (2023) i, després, a l'àlbum 5AM (2023).
- LOKURA (2023, Music Bus Records).

2024
- Thelma & Louise (2024, DALE PLAY Records / Solido Records). Col·laboració amb Belén Aguilera.
- haiku (2024, Sony Music Entertainment).
- Full Romance (2024, Sony Music Entertainment).
- Vaya Liada (2024, DALE PLAY Records). Col·laboració amb Mushkaa, aka luigi, Bexnil, roots i nusar3000.

## Col·laboracions
A banda de les col·laboracions que s'enumeren al llistat de la seva discografia (amb Belén Aguilera, Celes, Figa Flawas, LOWLIGHT, MARIA HEIN, Missey, Moed, Mushkaa, roots, The Tyets i VITTARA), Julieta també ha participat en treballs propis d'altres artistes, entre els quals trobem:
- Semao!, àlbum d'Apollo T i Moed (2022, Music Bus Records). Participa en la cinquena cançó del disc, Juntos.
- Èpic Solete, àlbum de The Tyets (2023, Seven Hundred Little Records / Luup Records). Participa en la segona cançó del disc, Clar que t'he trobat a faltar.
- EL TEU AMOR, senzill de xicu (2023, Erols-Enroc-Music) incorporat posteriorment a l'EP 22.
- 22, EP de xicu (2023, Erols-Enroc-Music), hi participa en la segona cançó, EL TEU AMOR, avançada anteriorment com a senzill.
- GAU ZORO BAT BARCELONAN, senzill de Dupla (2023, Motmo.pro).
- ARIOX IS SUPER SAD, àlbum d'Ariox (2024, Seven Hundred Little Records / Luup Records). Participa en la desena cançó del disc, NO ES AMOR - feat. JULIETA.
- Clar que t'he trobat a faltar (Boom Boom Fighters Remix), senzill de The Tyets i Boom Boom Fighters (2024, Seven Hundred Little Records / Luup Records).
- Nostàlgia Airlines, àlbum de Maria Jaume (2024, Bankrobber). Participa en la quarta cançó del disc, Trista a Miami.
- Los Sueños De Nube, àlbum de Rojuu (2024, StarinA). Participa en la vint-i-unena cançó del disc, El Autor De Todos Tus Delitos.
- Fruit del Deliri, àlbum d'Oques Grasses (2024, Halley Records). Participa en la quarta cançó del disc, COM EL DIA I LA NIT.[13]

## Premis
- 2023: Premi Enderrock de la crítica pel millor disc d'artista revelació per Ni llum ni lluna.[14]
- 2023: Premi Enderrock de votació popular pel millor disc de cançó d'autor per Ni llum ni lluna.[14][15]